# Polnalyubvi
polnalyubvi (настоящее имя — Мари́на Вале́рьевна Деме́щенко, род. 13 февраля 2000, Анадырь, Россия) — российская певица, выступающая в жанре инди-поп.

## Биография
Марина Демещенко родилась в городе Анадырь на Чукотке 13 февраля 2000 г. Она занималась музыкой с детства. В четыре года она начала учиться в музыкальной школе № 1 по классу скрипки в городе Великие Луки Псковской области. Параллельно занятиям по классу скрипки, Марина занималась вокалом, сначала в хоре, а после индивидуально с педагогом. К тринадцати годам Марина окончила музыкальное учебное заведение и переехала в Санкт-Петербург, где продолжила занятия по академическому и фольклорному пению. Вскоре Марина самостоятельно освоила ещё один музыкальный инструмент — гитару, на которой в 2016 году была написана её первая песня «Тише, видишь, спит моя любовь».
В 16 лет Марина стала увлекаться TFP-моделингом, и по совету знакомых завела Instagram, где стала публиковать не только фото, но и видео с каверами на её любимые песни. Популярность Марины стремительно росла, и в 2017 году состоялся её первый квартирник в антикафе «Циферблат», а после и квартирник в Москве, который она организовала самостоятельно (на тот момент в репертуаре Марины уже было несколько песен собственного сочинения). Вскоре певица записала и выпустила свой дебютный альбом V, дата его релиза 31 августа 2017 года. Юная певица признавалась, что ориентировалась на творчество Анны Герман и Владимира Высоцкого, а также была поклонницей Земфиры, Mujuice, групп «Мумий Тролль» и «Сплин».
В 2018 году Марина Демещенко окончила школу и анонсировала выход второго альбома OFELIA. За ним последовали концерты, на которых Марина выступала со своими музыкантами.

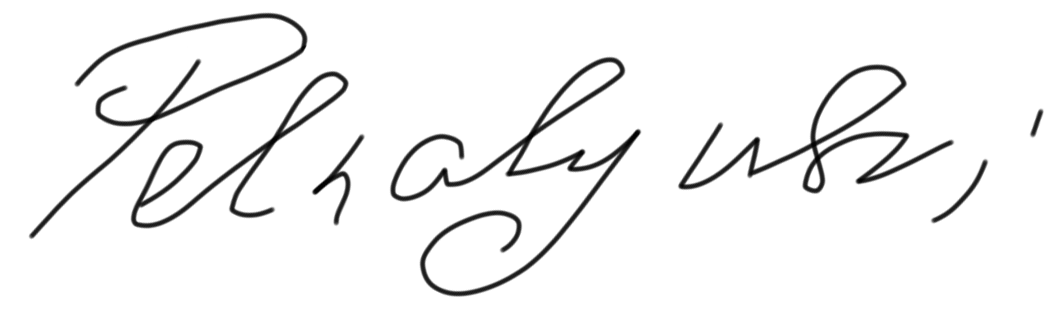
Автограф

Осенью 2019 года у Марины вышел третий альбом «Элегия». В нём, как и в предыдущих работах, Марина выступала как автор стихов, музыки и аранжировок, которые писала совместно со звукорежиссёром.
В сентябре 2020 года вышел четвёртый альбом polnalyubvi «Сказки лесной нимфы». В него вошло восемь песен, включая тикток-хит «Кометы». На сайте Colta.ru новый альбом polnalyubvi охарактеризовали как «эльфийский поп», а также отметили уход от минималистического звучания в сторону масштабных и эпических композиций, сопровождающихся глубокими басами и многоголосым хоровым сопровождением. 29 сентября polnalyubvi выступила на «Первом канале» в передаче «Вечерний Ургант» с песней «Кометы».
17 марта 2023 года Марина выпустила свой пятый студийный альбом «О чём поёт твоё сердце». В альбом вошли ранее выпущенный сингл «Твои глаза», для которого бы создан анимационный видеоролик, и восемь новых песен.
31 декабря 2023 года, в новогоднем фильме телеканала ТНТ «Иван Васильевич меняет всё», исполнила вместе с Бастой песню «Прекрасное далёко».
10 января 2024 года выпустила совместную с группой The Hatters песню «Время найдёт нас».
1 марта 2024 года polnalyubvi и группа «Три дня дождя» выпустили совместный трек «Температура».
22 марта 2024 года polnalyubvi совместно с DVRST выпустила сингл «Falling Stars».
11 октября 2024 года polnalyubvi и DVRST записали их уже второй совместный трек «Scary Lullaby»
20 декабря 2024 года polnalyubvi совместно с группой The Hatters, Максимом Свободой и TRITIA выпустили совместный трек «Год»
30 декабря 2024 на «Первом канале» был показан телеспектакль «ТСЖ „Лукоморье“», где polnalyubvi сыграла Людмиду и исполнила отрывок из своей песни «Кометы».

## Дискография

### Студийные альбомы
- 2017 — «V»
- 2018 — «OFELIA»[10]
- 2019 — «Элегия»[11]
- 2020 — «Сказки лесной нимфы»[7]
- 2023 — «О чём поёт твоё сердце»[7]
- 2025 — «Прощай и люби меня»[12][13]

### Внеальбомные синглы
- 2021 — Чужой среди своих
- 2021 — Ветивер (feat. Wildways)
- 2022 — Сирена
- 2022 — «Новогодняя колыбельная» (feat. Смешарики)
- 2023 — «Одиночество»
- 2023 — «Дно» (feat. Oligarkh)
- 2023 - «Взлети или умри» (Из аудиосериала «Четвёртое крыло»)
- 2024 — «Время найдёт нас» (feat. The Hatters)
- 2024 — «Температура» (feat. Три дня дождя)
- 2024 — «Falling Stars» (feat. DVRST)
- 2024 — «Сквозь трепет сердца» (Из аудиосериала «Железное пламя»)
- 2024 — «Scary Lullaby» (feat. DVRST)
- 2024 — «Год» (feat. The Hatters, Максим Свобода, TRITIA)

## Видеоклипы
- «Май осень целовал» (2017)[v 1]
- «Алый закат» (2019)[v 2]
- «Считалочка» (2019)[v 3]
- «Кометы» (2020)[v 4]